# Jeremias Höslin
Jeremias Höslin (* 18. Mai 1722 in Wippingen; † 28. April 1789 in Böhringen) war ein württembergischer lutherischer Geistlicher und landeskundlicher Schriftsteller.

## Leben und Wirken
Jeremias Höslin, Sohn des lutherischen Pfarrers Johann Konrad Höslin (1685–1740), besuchte die evangelischen Klosterschulen in Blaubeuren und Bebenhausen und studierte seit 1738 Evangelische Theologie an der Eberhard Karls Universität Tübingen, ab 1740 als Stipendiat im dortigen Evangelischen Stift. 1742 legte er die Magisterprüfung ab. Im Jahre 1746 kam er als Vikar nach Weilersteußlingen, 1748 nach Klosterreichenbach. 1751 übernahm er das Pfarramt in Suppingen und 1759 in Böhringen, das heute zur Gemeinde Römerstein auf der Schwäbischen Alb gehört. Das Pfarramt in Böhringen hatte er dann bis zu seinem Tod inne.
Höslin gehört zu den württembergischen Pfarrern, die sich neben ihrem geistlichen Amt intensiv mit der Naturkunde und Landwirtschaft beschäftigten und diese in Wort und Schrift zu fördern wünschten. Fast zwei Jahrzehnte lang legte er regelmäßige Wetteraufzeichnungen an, deren Veröffentlichung für die Landwirte bedeutsam waren. Er gehörte damit zu den Pionieren der Meteorologie. Als einer der ersten naturkundlichen Schriftsteller überhaupt erarbeitete er ein umfangreiches Buch über die Schwäbische Alb, das erst nach seinem Tod im Druck erschien. Es wurde von seinem Sohn Jeremias Höslin (1752–1810), der ebenfalls Pfarrer wurde, herausgegeben.
In Römerstein-Böhringen wurde eine Straße nach ihm benannt.

## Veröffentlichungen
- Beschreibung Des Röthelbades, nahe bey Geislingen unter Helfenstein. Schramm, Tübingen 1749 (online).
- (Hrsg.): Carl von Linné / Des Ritters Carl von Linné Lehr-Buch über das Natur-System so weit es das Thierreich angehet. In einem vollständigen Auszuge der Müllerischen Ausgabe. Zwei Teile. Raspe, Nürnberg 1781/1782.
- Meteorologische und Witterungsbeobachtungen, auf neunzehn Jahre sammt einer Anweisung hierzu und den erforderlichen Tabellen aufgestellt und bekannt gemacht von Jeremias Höslin. Cotta, Tübingen 1784 (online).
- Beschreibung der wirtembergischen Alp, mit landwirthschaftlichen Bemerkungen. Heerbrandt, Tübingen 1794 (online).